# Libération conditionnelle
« Liberté surveillée » redirige ici. Pour le film, voir Liberté surveillée (film).
« Liberté sur parole » redirige ici. Pour le recueil de poèmes, voir Liberté sur parole (livre).
La libération conditionnelle est une forme de libération permise par une mesure d’application de la condamnation à une peine d’emprisonnement qui a pour but de contribuer à la meilleure protection de la société en favorisant la réinsertion sociale du détenu. En France, elle est en vigueur depuis la loi Bérenger du 14 août 1885, en Belgique, depuis la loi Le Jeune de 1888 et au Canada, depuis la Loi des libérations conditionnelles en 1899.
Elle dépend d’un organisme indépendant et autonome qui, dans les limites de ses capacités et selon les conditions déterminées et acceptées par le délinquant, peut autoriser le détenu à terminer sa sentence dans la communauté, à moins d’avis contraire.
Les expressions « libération sur parole » et « libération surveillée » sont parfois utilisées dans le langage courant pour désigner certaines situations de libération conditionnelle.

## Sortie de l'établissement pénitentiaire
La mise en liberté sous conditions transfère le détenu de l’autorité de l’établissement de détention vers celle d’un organisme de surveillance apte à fournir toute l’information, l’aide et les conseils les plus adéquats afin de faciliter la réadaptation sociale du délinquant. Ce dernier demeure tout de même sous la responsabilité du gouvernement jusqu'à l'expiration de sa sentence; il y a une collaboration entre l'État et les organismes en communauté. Cette décision a donc pour effet de changer le statut légal du détenu à celui de libéré conditionnel. L’agent de surveillance ou l’organisme à qui est confié le délinquant doit exercer un contrôle approprié sur les activités et le comportement du détenu après sa sortie de prison.
Ils doivent donc être assez qualifiés et compétents pour fournir au délinquant l’information, l’aide et les conseils les plus adéquats, mais aussi pour exercer un contrôle approprié sur ses activités et sur son comportement de manière qu’il puisse terminer sa sentence dans la communauté sans commettre de nouveaux crimes, le menant ainsi vers la meilleure réinsertion sociale possible.

## Mesure d'application de la sentence
La libération conditionnelle est une mesure d’application de la sentence d’emprisonnement parce qu’elle intervient au cours de celle-ci et parce qu’elle peut en modifier les modalités d’application. La mise en liberté sous condition n’est surtout pas un acte de clémence ou de pardon de la part du gouvernement et elle ne remet pas en question la décision du juge. Elle constitue en fait le complément et le prolongement de cette décision. De plus, le système des libérations conditionnelles permet aux détenus d’être réinsérés socialement, mais de façon progressive et surveillée afin de mieux protéger la société.
La mise en liberté favorise la réévaluation de la situation du détenu, ainsi que la détermination du meilleur moment pour modifier son statut et ainsi lui permettre de compléter sa sentence dans la communauté, tout en s’assurant que les buts visés par la libération conditionnelle sont atteints. Cette dernière est parfois perçue comme étant orientée vers le bien-être et les droits des détenus, car il est difficile de comprendre que l’on puisse assurer la protection de la société en libérant une personne incarcérée avant le terme de sa sentence. Cependant, l’emprisonnement étant une mesure de dernier recours de réprobation sociale, de neutralisation et de dissuasion de la criminalité et de la délinquance, il peut malheureusement devenir néfaste et dangereux lorsque l’on en abuse car il peut provoquer des effets contraires à ceux espérés. Autrement dit, si l'incarcération peut, à court terme, donner l’impression d’une meilleure protection de la société; à long terme, elle peut devenir plus dangereuse pour celle-ci. En permettant au détenu d’être libéré sous conditions lorsque l’impact souhaité par son emprisonnement a été atteint, on contribue à réduire les risques de récidive et d’aggravation du comportement délinquant.

## Principes de la libération conditionnelle
La libération conditionnelle se base sur divers principes :
- le comportement de l’individu incarcéré ;
- le degré de compréhension et de responsabilisation de la personne à l’égard de son crime et des conséquences sur la personne victime et sur la société ;
- l’engagement de la personne quant à son désir de se réintégrer socialement, notamment par l’entremise de programmes spécifiques ou de changements dans son style de vie ;
- l’évaluation du risque de récidive et la sécurité de la population.

Le système des libérations conditionnelles permet donc de s’assurer que les buts visés par la peine sont atteints. Lorsque l’évolution attendue du détenu ne se produit pas ou n’est pas significative, la Commission des libérations conditionnelles doit en faire l’évaluation et, s’il y a lieu, refuser la mise en liberté sous conditions. Cette dernière doit évaluer la capacité de l’individu à purger sa peine à l’extérieur sans récidive, mais elle doit aussi tenir compte des victimes, du milieu, des aspects éducatifs et exemplaires de la peine, et de tout autre élément pouvant interférer avec le cheminement de la réhabilitation du détenu.
Si une personne incarcérée répond à certains critères d’admissibilité, elle peut bénéficier d’un droit strict à l’examen de son dossier et à une audience devant la Commission en vue d’une éventuelle libération conditionnelle dont la décision ne relève que des commissaires. La libération conditionnelle offre au détenu qui ne présente plus un risque pour la sécurité du public l’occasion de prouver son sens des responsabilités, son aptitude à faire des choix raisonnables et sa capacité à réintégrer la communauté, ce qui l’oblige à assumer les conséquences de ses actes et à rendre des comptes à son agent ou à son organisme de surveillance. Comme la mise en liberté sous conditions est un privilège et non un droit pour le détenu, la responsabilité de démontrer son aptitude à fonctionner en société ainsi que sa capacité à respecter certaines conditions de surveillance lui revient entièrement.
La libération conditionnelle n’est pas une mesure irrévocable, ce qui signifie que la personne libérée peut être obligée de revenir terminer sa peine en détention si elle ne respecte pas les conditions auxquelles elle est rattachée ou si elle est sur le point de les enfreindre et qu’elle représente un risque trop élevé pour la protection de la société. C’est la Commission qui a le pouvoir de retirer le droit à une libération conditionnelle à un ex-détenu, tout en tenant compte de son comportement et des recommandations des divers intervenants attitrés à cette fin. La personne libérée peut également revenir terminer sa sentence en détention à sa demande et pour des motifs valables, ou lorsqu’on doit mettre fin à sa libération conditionnelle avant terme pour des motifs qui ne lui sont pas nécessairement attribuables. Les procédures de révocation ou de cessation sont assujetties aux mêmes garanties de protection de la société et de sauvegarde des droits de la personne incarcérée que le processus d’attribution de libérations conditionnelles.
La libération conditionnelle se distingue de toute autre forme de libération progressive qui résulte de l’application des pouvoirs du secteur correctionnel, car elle doit s’exercer en pair avec les programmes institutionnels.

## Semi-liberté et libération conditionnelle
Il convient de distinguer la semi-liberté de la libération conditionnelle :
- Le détenu à qui l'on a accordé une semi-liberté doit absolument retourner à l'établissement pénitentiaire tous les soirs ou toutes les fins de semaine. Il reste donc partiellement détenu. En France, la semi-liberté est accordée lorsqu'il reste un reliquat de peine inférieur ou égal à deux années d'emprisonnement, après déduction des crédits de réduction de peine.

- La libération conditionnelle est beaucoup plus favorable, puisque le condamné ne fréquente plus l'établissement pénitentiaire : il purge la peine hors les murs, tout en étant suivi par le service de probation et devant respecter certaines conditions (obligation de soins, obligation de travail). Elle peut être accordée à un primo-délinquant ou un primo-criminel s'il a purgé au moins la moitié de sa peine, et à un récidiviste s'il a purgé au moins les 2/3 de sa peine.

## Libération conditionnelle dans certains pays

### Canada
Au Canada, il est possible depuis 1899 pour une personne contrevenante de bénéficier d’une libération avant l’expiration de sa peine. Cette mesure a été rendue possible tout d’abord par la Loi des libérations conditionnelles. À cette époque, le Gouverneur général du Canada pouvait accorder, sur l’avis du cabinet, une mise en liberté sous condition à tout individu purgeant une peine d’emprisonnement. Quelques années plus tard, c’est sur l’avis du ministre de la Justice que ces décisions seront prises. En 1959 l’adoption de la Loi sur la libération conditionnelle de détenus créé la Commission des libérations conditionnelles du Canada, un organisme indépendant ayant compétence exclusive en matière de libération conditionnelle, doit fonder ses décisions sur la base de critères édictés par la loi. Ainsi, une décision favorable ne peut être rendue que si l’effet positif maximal de l’emprisonnement a été atteint et si la libération conditionnelle peut faciliter l’amendement et la réadaptation de la personne contrevenante.
Le délinquant doit passer un certain temps en prison, selon l’importance de son crime. Dans la vaste majorité des cas, cette période est égale au tiers de la sentence imposée. Une libération conditionnelle n’est cependant pas automatique. En prenant sa décision, la commission doit, d’abord et avant tout, considérer la protection du public. Arrivent en second, les considérations sur la réintégration, la réhabilitation et la compassion. La loi canadienne prévoit que les provinces peuvent créer leur propre Commission afin de décider des mises en liberté sous conditions des personnes contrevenantes dans les établissements provinciaux (peines de moins de deux ans). Depuis 1978, deux provinces, soit le Québec et l’Ontario, disposent de commissions provinciales. Ailleurs au Canada, c’est la Commission des libérations conditionnelles du Canada qui exerce sa compétence à l’égard de toutes les peines d’emprisonnement.
Au Québec, La Loi sur le système correctionnel prévoit trois types de mesures en vertu desquelles une personne contrevenante peut bénéficier d’une mise en liberté sous condition :
1. Au sixième de sa peine d’incarcération, une personne contrevenante est admissible à une permission de sortir préparatoire à la libération conditionnelle, dont la durée ne peut excéder 60 jours. Pour être entendue, cette personne doit présenter une demande écrite.
2. Au tiers de sa peine d’incarcération, la personne contrevenante est automatiquement convoquée à une audience de libération conditionnelle, à moins qu’il n’y renonce par écrit. Si une libération conditionnelle lui est accordée, celle-ci s’appliquera jusqu’à la fin de sa peine d’incarcération.
3. Une personne contrevenante ayant fait l’objet d’une décision de refus, de révocation ou de cessation de la libération conditionnelle peut demander une permission de sortir pour visite à sa famille. Cette mesure, lorsqu’elle est accordée, permet une sortie pour une période ne pouvant excéder 72 heures, une fois par mois.

Pour chacune de ces mesures, la Loi prévoit différentes modalités d’application soumises aux mêmes critères d’analyse, entre autres :
- la nature, la gravité et les conséquences de l’infraction commise;
- le degré de compréhension et de responsabilisation de la personne contrevenante à l’égard de son comportement criminel et des conséquences de son infraction sur la personne victime et sur la société;
- les antécédents judiciaires et l’historique correctionnel de la personne contrevenante;
- les besoins de la personne contrevenante relativement à son problème de délinquance;
- la conduite de la personne contrevenante lors d’une sentence antérieure.

### Chine
En République populaire de Chine, les prisonniers sont souvent libérés pour raison médicale, car ils doivent recevoir un traitement médical qui ne peut pas être donné en prison. Souvent, l'affection médicale n'est pas si grave et la raison médicale est utilisée comme prétexte pour relâcher un prisonnier, notamment un dissident politique, sans que le gouvernement ait à admettre que la condamnation était injuste,.
La loi chinoise ne prévoit pas de dispositions explicites concernant l'exil, mais il arrive souvent qu'un dissident soit relâché parce qu'il a besoin d'être traité pour une affection médicale dans un autre pays, et en comprenant qu'il sera réincarcéré s'il retourne en Chine. Parmi les dissidents qui ont été relâchés pour raison médicale figurent Ngawang Chophel, Ngawang Sangdrol, Phuntsog Nyidron, Takna Jigme Sangpo, Wang Dan, Wei Jingsheng, Gao Zhan et Fang Lizhi.

### France
En France, la mesure de justice permettant de libérer une personne condamnée, avant l'expiration de sa peine est régie par les articles 729 à 733 du code de procédure pénale.
La libération conditionnelle a pour objectif de favoriser la réinsertion des condamnés et la prévention de la récidive. Les personnes condamnées sont en mesure de bénéficier de ce régime si elles manifestent des efforts sérieux de réinsertion sociale et justifient :
- soit de l'exercice d'une activité professionnelle, d'un stage ou d'un emploi temporaire ou de leur assiduité à un enseignement ou à une formation professionnelle ;
- soit de leur participation essentielle à la vie de leur famille ;
- soit de la nécessité de suivre un traitement médical ;
- soit de leurs efforts en vue d'indemniser leurs victimes ;
- soit de leur implication dans tout autre projet sérieux d'insertion ou de réinsertion.

Si la peine initiale est supérieure ou égale à dix ans de privation de liberté, le condamné ne peut pas bénéficier de cette disposition pendant une période dite « de sûreté » égale à la moitié de la peine ou à dix-huit ans en cas de condamnation à perpétuité.
Le juge de l'application des peines (statuant pour les peines inférieures à dix ans de prison) ou le tribunal de l'application des peines (pour les condamnations de durée supérieure) tient compte de chaque situation particulière (âge, état de santé, grossesse éventuelle, nationalité du détenu, etc.) Les textes de loi encadrent la plupart de ces situations, par exemple en ce qui concerne l'âge ;   

« Si la personne condamnée a plus de 70 ans, elle peut être libérée quelle que soit la durée de la peine lui restant à effectuer.
La libération conditionnelle lui est accordée dès lors que sa réinsertion est assurée. Le condamné doit justifier qu'il sera pris en charge à sa sortie ou qu'il bénéficie d'un hébergement.
Une telle libération n'est pas accordée en cas de risque grave de récidive ou si elle est susceptible de causer un trouble grave à l'ordre public. »

### États-Unis
Aux États-Unis, la libération conditionnelle (parole) pour les crimes fédéraux fut supprimée en 1987. Les coupables jugés antérieurement à cette date y sont cependant toujours éligibles. Pour les États fédérés, le gouverneur ou une commission peut accorder une libération conditionnelle selon leurs législations.

### Suisse
En Suisse, la libération conditionnelle peut intervenir aux 2/3 de la peine (minimum 3 mois), conformément à l'article 86 du nouveau Code pénal établi le 21 décembre 1937. Dans des cas très rares, il est possible qu'elle intervienne à la moitié de la peine.
La gravité du crime n'étant pas un facteur majeur dans la prise de décision, la libération conditionnelle peut être appliquée à quiconque fait la demande, à condition que:
- Le prisonnier ait purgé le temps nécessaire
- Celui-ci fasse preuve d'efforts considérables pour sa réhabilitation, et qu'il soit coopératif avec les intervenants du système correctionnel.
- Que le Juge d'application des peines (JAP), en collaboration avec l'Office d'exécution des peines (OEP), décide que le détenu n'est plus une menace pour le public (que le risque de récidive soit faible)[10].

Comme dans plusieurs pays occidentaux (tel que la France, Belgique, etc.), la libération conditionnelle est souvent accompagnée de mesures de réinsertions, appliquées par une assistance de probation.
Ces mesures sont mises en place pour réduire le taux de récidive dans le pays, qui se trouve à 43% (2009). Le gouvernement Suisse cherche à faire baisser ce taux, notamment avec le concept de peine orienté vers la réduction des risques (ROS). Le ROS cherche principalement à réduire le risque de récidive au maximum, en procédant à des triages, des évaluations supplémentaires, l'établissement de plans d'exécutions. Il est adopté par les cantons de Lucerne, St. Gall, Thurgovie et Zurich . Le ROS est mis en place de façon à « Intensifier le transfert de connaissances entre les autorités d’exécution et les établissements et à améliorer la communication entre les acteurs concernés.» Selon un sondage auprès des employés du domaine correctionnel (dans une étude menée par l'Université des sciences appliquées de Zurich (ZHAV)), une des raisons principales du changement d'approche face au système correctionnel est l'opinion de ceux-ci. La moitié d'entre eux se voient dans la nécessité de continuer leur formation eux-mêmes (formation continue) afin d'obtenir plus d'information sur leur métier et sur la façon de mieux s'occuper des détenus.